# Heterochaete minuta
Heterochaete minuta är en svampart som beskrevs av Pat. 1893. Heterochaete minuta ingår i släktet Heterochaete och familjen Auriculariaceae.   Inga underarter finns listade i Catalogue of Life.